# Diazona grandis
Diazona grandis is een zakpijpensoort uit de familie van de Diazonidae. De wetenschappelijke naam van de soort is, als Syndiazona grandis, voor het eerst geldig gepubliceerd in 1926 door Oka.